# 布紋白彫螺
布紋白彫螺（學名：Vanikoro cancellata），又名布紋白雕螺:86或僧帽瓦尼沟螺（Vanikoro cidaris），是白彫螺科白彫螺屬下的一個物種，都是微小的海洋腹足綱軟體動物。

## 形態描述
螺殼呈圓球形，白色，螺塔很小，但殼口很大:86。殼表有細密的螺肋和縱肋相交成布紋:86，因而為名。有臍孔但很小:86。

## 棲息地
常栖息在潮下带、淺海的岩礁底或岩礫底:86。

## 分佈
- 印度洋東非海岸的莫桑比克、坦桑尼亞及查戈斯、Aldabra等群島[1]。
- 從台灣北岸到東岸[2]:86（包括花蓮縣海岸[6]）、小琉球西太平洋其他地區[2]:86。
- 西沙群島[3][5][4]。

## 異名
以下為本物種的同種異名：
- Narica cidaris Récluz, 1844
- Narica petitiana Récluz, 1844
- Narica quoyi Récluz, 1844
- Sigaretus cancellatus Lamarck, 1822（原來組合）
- Vanikoro cidaris Récluz, 1844[3][5][4]
- Vanikoro cacellata（錯誤拼寫）[6]

TaiBNET認為Vanikoro plicata是本物種的同種異名，但WoRMS不認同。